# Бернс (Канзас)
Бернс (англ. Burns) — місто (англ. city) в США, в окрузі Меріон штату Канзас. Населення — 234 особи (2020).

## Географія
Бернс розташований за координатами 38°5′23″ пн. ш. 96°53′15″ зх. д. / 38.08972° пн. ш. 96.88750° зх. д. (38.089659, -96.887592).  За даними Бюро перепису населення США в 2010 році місто мало площу 0,91 км², уся площа — суходіл.

## Демографія
Згідно з переписом 2010 року, у місті мешкало 228 осіб у 93 домогосподарствах у складі 59 родин. Густота населення становила 249 осіб/км².  Було 112 помешкання (123/км²).
Расовий склад населення:
| - 96,9 % — білих - 1,3 % — чорних або афроамериканців - 0,4 % — вихідців з тихоокеанських островів - 0,4 % — корінних американців |

До двох чи більше рас належало 0,9 %. Частка іспаномовних становила 0,9 % від усіх жителів.
За віковим діапазоном населення розподілялося таким чином: 25,0 % — особи молодші 18 років, 59,2 % — особи у віці 18—64 років, 15,8 % — особи у віці 65 років та старші. Медіана віку мешканця становила 38,0 року. На 100 осіб жіночої статі у місті припадало 117,1 чоловіків;  на 100 жінок у віці від 18 років та старших — 111,1 чоловіків також старших 18 років.
Середній дохід на одне домашнє господарство  становив 45 792 долари США (медіана — 38 750), а середній дохід на одну сім'ю — 56 084 долари (медіана — 54 688). За межею бідності перебувало 9,8 % осіб, у тому числі 11,0 % дітей у віці до 18 років та 16,9 % осіб у віці 65 років та старших.
Цивільне працевлаштоване населення становило 177 осіб. Основні галузі зайнятості: освіта, охорона здоров'я та соціальна допомога — 21,5 %, публічна адміністрація — 15,3 %, будівництво — 14,7 %.